# Taru Alho
Taru Alho (* 19. April 1985 in Salo) ist eine finnische Volleyballspielerin.

## Karriere
Alho begann ihre Karriere als Siebenjährige in ihrer Heimatstadt bei LP Salo. Dort kam sie im Alter von fünfzehn Jahren in die Erstliga-Mannschaft. Später spielte sie in Pieksämäki. In Finnland wurde die Außenangreiferin 2001 Vizemeisterin und 2002 stand sie im nationalen Pokalfinale. 2003 gewann sie den Pokal und erreichte erneut den zweiten Platz in der Meisterschaft. Aus Pieksämäki wechselte sie zu Katrineholms VK. 2011 wurde sie mit dem Team schwedischer Meister. Anschließend wurde die Nationalspielerin vom deutschen Bundesligisten Envacom Volleys Sinsheim verpflichtet.